# 田在宥
田在宥（?—?），唐朝平州卢龙（今河北省卢龙县）人。
他的祖父田弘正在元和年间以魏博镇归顺朝廷，后来在恒州被叛军杀害。他的父亲田布也在魏州被叛军逼迫而死。田在宥在唐宣宗大中年间为安南都护，多立边功。其叔父田早在唐文宗大和年间，即他之前二十年，也担任安南都护。